# 마이 부카스 파
《마이 부카스 파》(타갈로그어: May Bukas Pa)는 2009년 방영된 필리핀의 드라마이다.